# Concierto homenaje a Canito
El Concierto homenaje a Canito fue un evento musical que tuvo lugar en el Salón de actos de la Escuela de Caminos de la Universidad Politécnica de Madrid el 9 de febrero de 1980 y considerado convencionalmente como el acto inaugural del movimiento cultural que dio en llamarse Movida madrileña.

## Historia
La idea de la celebración del concierto surgió de una conversación entre Javier Urquijo, líder del grupo Tos, embrión de Los Secretos, y los alumnos de la Asociación Cultural de la Escuela de Ingenieros de Caminos, que tuvo lugar en locales emblemáticos de la Movida madrileña como El Penta o La Vía Láctea. El objetivo no era otro que el de homenajear a José Enrique Cano Leal Canito, trágicamente fallecido en accidente de tráfico el 3 de enero de ese mismo año.
La iniciativa fue apoyada por el entonces director de la escuela, Enrique Balaguer Camphuis. El concierto fue gratuito y las entradas se distribuyeron a través de Radio 2 de Radio Nacional de España, de Onda Dos (Radio España) y Radio Popular FM.
El concierto fue retransmitido en directo por la frecuencia modulada de Radio España y a través de la segunda cadena de TVE, dentro del programa de Televisión española Popgrama, conducido por Carlos Tena y Diego A. Manrique.

## Cartel
- Tos
- Nacha Pop
- Alaska y los Pegamoides
- Mamá
- Paraíso
- Mermelada
- Trastos
- Los Bólidos
- Mario Tenia y Los Solitarios